# University of Glasgow
University of Glasgow är ett universitet i Glasgow i Skottland. Det grundades 1451, vilket innebär att det är det fjärde äldsta i den engelsktalande världen, och bland de största i Storbritannien. 
Universitetets utbildningar utgick ursprungligen från Glasgow Cathedral i östra delen av centrum, men flyttades i samband med bygget av Gilmorehill campus, vilket färdigställdes 1870, till West End. Bland andra är huvudbyggnaden Gilbert Scott, universitetsbiblioteket, och Boyd Orr-byggnaden belägna på Gilmorehill. Utöver detta område så har universitetet ett antal byggnader i andra delar av staden, i Loch Lomond, och samarbetar med Crichton Campus i Dumfries och ett antal andra institutioner.
Bland de kända vetenskapsmän som har anknytning till universitetet finns: Lord Kelvin, Adam Smith, James Watt, John Logie Baird, Colin Maclaurin, och Joseph Lister. Filosofen Francis Hutcheson studerade vid Glasgow, och den protestantiske reformisten John Knox tros också ha gjort det.

## Professurer
- Professor of Jurisprudence
- Regius Professor of Law
- Regius Professor of Physiology
- Regius Professor of Surgery
- Regius Professor of Botany
- Regius Professor of Anatomy
- Regius Professor of Astronomy